# Malu cu Flori (gmina)
Malu cu Flori – gmina w południowej Rumunii, terytorialnie i administracyjnie należąca do okręgu Dymbowica.
W skład gminy wchodzi 5 miejscowości: Capu Coastei, Copăceni, Malu cu Flori, Micloșanii Mari i Micloșanii Mici. Według stanu na rok 2011 liczyła 2484 mieszkańców, zaś w roku 2021 jej liczebność wynosiła 2404 mieszkańców.